# Ил-12
Илюшин Ил-12 (означение на НАТО: Coach) е съветски двумоторен товарен самолет, разработен в средата на 1940-те години за малки и средни въздушни линии и като военен транспорт.

## Спецификации
- Екипаж: 3
- Капацитет: 21 – 32 пътници
- Дължина: 21,31 метра (69 фута 11 инча)
- Разстояние на крилото: 31,7 м
- Височина: 8,07 м
- Площ на крилата: 103 м²
- Тегло: 11 045 кг
- Макс. Тегло на излитане: 17 250 кг
- Задвижване: 2 × ASh-82FNV 14-цилиндров 2-ред въздушно охлаждан радиален двигател, 1380 kW (1850 к.с.)
- Максимална скорост: от 2500 м до 407 км/ч (220 км/ч)
- Обхват: 1500 км, 26 пътници (810 нм, 932 мили)
- Трайност: 4,5 часа
- Граница на обслужване: 6500 м